# جوي بيرسون
جوي بيرسون (بالإنجليزية: Joey Pearson)‏ هو مغني أمريكي، ولد في 19 سبتمبر 1991.